# Transvaaliana distanti
Transvaaliana distanti is een rechtvleugelig insect uit de familie Pamphagidae. De wetenschappelijke naam van deze soort is voor het eerst geldig gepubliceerd in 1892 door Saussure.